# 八戸市立江陽小学校
八戸市立江陽小学校（はちのへしりつ こうようしょうがっこう）は、青森県八戸市江陽5丁目にある公立小学校。

## 沿革
- 1952年（昭和27年）
  - 4月1日 - 八戸市立小中野第二小学校として創立開校。小中野小学校に併置し、10教室を使用して2部授業で発足した。
  - 7月3日 - 独立校舎竣工（教室10・便所・昇降口）。
- 1953年（昭和28年）6月30日 - 増築校舎竣工（教室6・東側昇降口・校長室・職員室・用務員室・宿直室・保健室・湯沸室・物置）。
- 1954年（昭和29年）10月22日 - 増築校舎竣工（教室4・西側便所・西側昇降口）。
- 1955年（昭和30年）4月25日 - 音楽室竣工。
- 1957年（昭和32年）8月31日 - 体育館（186坪、613.8㎡）竣工。
- 1958年（昭和33年）
  - 4月1日 - 八戸市立江陽小学校と改称。
  - 4月7日 - 校舎増築竣工（教室4・便所・付属廊下）。
- 1959年（昭和34年）
  - 3月14日 - 校旗樹立。
  - 11月30日 - 新校舎完成（200坪、660㎡、校長室・職員室・事務室・放送室・教室3）。
- 1960年（昭和35年）9月23日 - 校歌制定。
- 1962年（昭和37年）
  - 9月19日 - 創立10周年記念式典挙行。東側に校門を建設。
  - 11月15日 - 所在地の地番変更（八戸市小中野北5丁目11番地）。
- 1965年（昭和40年）9月1日 - プール完成。
- 1970年（昭和45年）4月15日 - こうよう歩道橋が完成し、竣工式挙行。
- 1971年（昭和46年）1月27日 - 東校舎完成。
- 1972年（昭和47年）10月1日 - 創立20周年記念式典挙行。放送設備・グランドピアノが寄贈された。
- 1975年（昭和50年）11月1日 - 所在地の地番変更（八戸市江陽5丁目9番24号）。
- 1982年（昭和57年）
  - 3月24日 - 鉄筋コンクリート校舎一期工事（北校舎）完成。
  - 5月11日 - 鉄筋コンクリート校舎二期工事（南校舎）完成。
  - 7月15日 - 新プール完成。
  - 8月20日 - 旧校舎一部引屋完成（西校舎）。
  - 11月9日 - 創立30周年記念式典と校舎増改築落成記念式典の両式典挙行。記念事業（中庭整備・楽器ビデオ一式購入・カーテン取り付け・裏門・鶏小屋）。
- 1983年（昭和58年）
  - 3月26日 - 掲揚塔・物置小屋・石炭小屋・灯油庫工事完了。新校庭・正門・野球バックネット・表面通路舗装造成完了。
  - 12月12日 - 新体育館完成。
- 1999年（平成11年）2月20日 - 体育館渡り廊下工事完了。
- 2002年（平成14年）10月23日 - 創立50周年記念式典挙行。
- 2003年（平成15年）11月21日 - 校庭西側に芝生が完成。
- 2004年（平成16年）3月31日 - 「八戸市水の流れを電気で返すプロジェクト」により、風力発電設備完成。
- 2005年（平成17年）9月7日 - 省エネモニターを設置。
- 2008年（平成20年）
  - 3月19日 - 「八戸市水の流れを電気で返すプロジェクト」が終了。
  - 9月28日 - ウサギ飼育小屋の完成。
- 2011年（平成23年）
  - 3月11日 - 14時46分頃に発生した東日本大震災（東北地方太平洋沖地震）により、本校に避難所が開設（約400名避難）。
  - 8月8日 - 本校舎の耐震補強工事を行う。
- 2012年（平成24年）
  - 1月30日 - 本校舎の耐震補強工事完了。
  - 11月16日 - 創立60周年記念式典挙行。
- 2013年（平成25年）3月8日 - 学校緑化事業で植樹セレモニーを行う。
- 2019年（平成31年）2月1日 - 校舎・トイレ改修工事と体育館・トイレ･玄関スロープ工事が完了。
- 2022年（令和4年）11月18日 - 創立70周年記念式典挙行[1]。

## 学区
- 江陽1丁目・江陽2丁目・江陽4丁目（第一）・江陽5丁目（第一・中央）・江陽町・新栄町・工場街・双葉町・入船町・入江町・北斗町・舟見町

## アクセス
- JR東日本八戸線小中野駅から、徒歩約715m・約13分。
- 八戸市営バス・南部バス
  - 「上左佐代」バス停下車後、徒歩約440m・約7分
  - 「大町一丁目」バス停下車後、徒歩約490m・約8分。

## 周辺
- 小中野ショッピングセンター
- 八戸市立陽なたり公園
- 青森県道1号八戸階上線